# Гана на Светском првенству у атлетици на отвореном 2015.
Гана је учествовала на Светском првенству у атлетици на отвореном 2015. одржаном у Москви од 10. до 18. августа петнаести пут, односно учествовала је на свим првенствима до данас. Репрезентацију Гане представљао је један такмичар који се такмичио у трци на 800 метара.

## Учесници
Мушкарци:
- Alex Amankwah — 800 м

## Резултати

### Мушкарци
| Атлетичар     | Дисциплина | Лични рекорд | Квалификације  | Квалификације  | Полуфинале       | Полуфинале       | Финале           | Финале           | Детаљи                                      |
| Атлетичар     | Дисциплина | Лични рекорд | Резултат       | Место          | Резултат         | Место            | Резултат         | Место            | Детаљи                                      |
| ------------- | ---------- | ------------ | -------------- | -------------- | ---------------- | ---------------- | ---------------- | ---------------- | ------------------------------------------- |
| Alex Amankwah | 800 м      | 1:45,91      | није стартовао | није стартовао | Није се пласирао | Није се пласирао | Није се пласирао | Није се пласирао | Архивирано на веб-сајту (29. новембар 2015) |